# Гилоцереус коста-риканский
Гилоцереус коста-риканский (лат. Hylocereus costaricensis) — растение семейства Кактусовые; вид рода Гилоцереус. Растение произрастает в Центральной Америке и в северо-западной части Южной Америки и культивируется в коммерческих масштабах ради съедобных плодов (коста-риканская питайя), а также в декоративных целях, представляя собой впечатляющую лиану с огромными цветками.

## Распространение
Естественный ареал растения простирается от Гватемалы до Северо-Восточного Перу и включает в себя сухие лесные и прибрежные области, расположенные на высотах до 1400 м над уровнем моря.

## Культивирование в закрытых помещениях

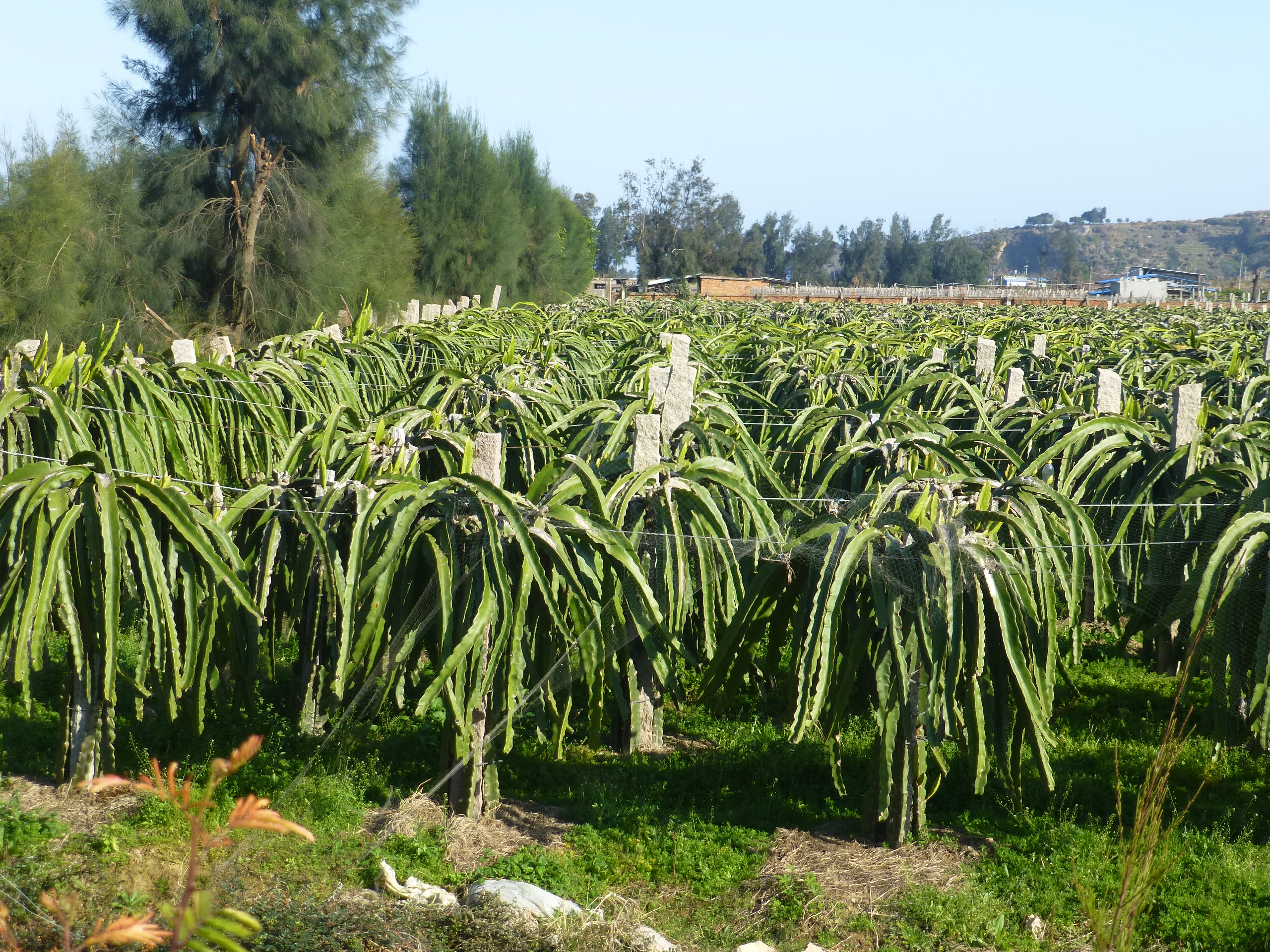
Поле кактусов гилоцереус коста-риканский в сельскохозяйственном кооперативе Янгуан, провинция Фуцзянь

См. раздел «Культивирование в закрытых помещениях» статьи Гилоцереус.